# Uhtju saar
Uhtju saar är en ö i Finska viken utanför Estlands nordkust. Den ligger i kommunen Vihula vald i Lääne-Virumaa, 100 km öster om huvudstaden Tallinn. Arean är 0,101 kvadratkilometer. Det är den nordliga av två öar som gemensamt benämns Uhtju saared på estniska. De andra heter Sala saar. Längre norr ut ligger det ensligt belägna ön Stenskär (estniska: Vaindloo).
Terrängen på Uhtju saar är mycket platt. Öns högsta punkt är 6 meter över havet.

### Fotnoter
1. ↑  Põhja-Uhtju hos Geonames.org (cc-by); post uppdaterad 2014-10-27; databasdump nerladdad 2015-09-05
2. ↑  ”Viewfinder Panoramas Digital elevation Model”. http://www.viewfinderpanoramas.org/dem3.html. Läst 21 juni 2015.